# Фер Парк
«Фер Парк» (англ. Fir Park) — стадион в Мотеруэлле, Шотландия, домашняя арена клуба «Мотеруэлл», вместимость стадиона — 13 742 человек. Был назван в честь пихтового парка, часть которого отдали под постройку стадиона. Сама эта земля принадлежала лорду Гамильтону, который использовал бордовый и янтарный цвета и в знак уважения к нему «Мотеруэлл» по легенде позаимствовал эти цвета для своей формы.

## История
Стадион был открыт в 1895-м году на территории пихтовой плантации, часть которой клуб получил от её владельца, лорда Гамильтона. Первый матч на «еёр Парк» «Мотеруэлл» провёл против «Селтика» в присутствии шести тысяч зрителей и победил 8-1. Изначально на стадионе была всего одна небольшая трибуна в его западной части, с остальных сторон арену окружали искусственные насыпи с вырезанными на них ступенями, на которых можно было следить за матчем только стоя. С южной стороны «Фер Парк» граничил с прудом, но позже клуб его тоже выкупил, засыпал и оборудовал там ещё одну стоячую насыпь для болельщиков.
В 1930-х клуб потратил значительную сумму на перестройку стадиона, было увеличено количество сидячих мест, а общая вместимость стадиона увеличилась до 35 000 человек.
В 1950-х «Фер Парк» был оборудован прожекторами и в честь этого события «Мотеруэлл» сыграл товарищеский матч с «Престон Норт Энд». В 1952-м году был установлен рекорд посещаемости — 35 632 человека на матче против «Рейнджерс».
Масштабная перестройка стадиона произошла в 1960-х годах. Это стало возможным благодаря продаже в «Ливерпуль» Иан Сент-Джона.В первую очередь была построена новая главная трибуна, которая стала в три четверти длины поля. Изначально трибуна должна была вытянуться вдоль всего поля стадиона, но местные жители опасались, что тогда их сады лишаться света и договориться с ними даже на условиях выплаты компенсаций не удалось.
Как и большинство британских стадионов «Фер Парк» пришлось снова реконструировать в 1990-х годах после публикации «Доклада Тейлора». Восточная Трибуна стала полностью сидячей и была оформлена как полноценная трибуна. На ней из сидений разного цвета были выложены инициалы «MFC». К 1994-у году были перестроены все остальные трибуны. Дополнительной головной болью стала необходимость не только следовать требованиям футбольных чиновников, но и местным правилам градостроения.
В 2008 году Главная трибуна стадиона была переименована в честь популярного среди болельщиков капитана клуба Фила О"Доннела, который скончался прямо на поле от коллапса сердца, когда бежал к трибунам, чтобы отпраздновать гол. Восточная трибуна с 2016-о года носит имя Джона Хантера, который тренировал команду на протяжении 35-и лет и привёл её к чемпионству в 1932 году. В 2021 году Южная трибуна стала «Трибуной Томи Маклина», в честь тренера «Мотеруэлла», с которым клуб выиграл Кубок Шотландии в 1991 году.
Самой первой именно трибуной «Фер Парк» стала Северная — в 1995-м году её переименовали в «Трибуну Дейви Купера», в память о трагически погибшем полузащитнике, который некоторое время играл за «Мотеруэлл».

## Архитектура стадиона
Южная трибуна «Фер Парк» почти вдвое больше остальных и доминирует над стадионом. Она двухъярусная, а между ярусами располагаются ложи. Напротив неё расположена «Трибуна имени Дейви Купера», которая сильно меньше Южной. «Трибуна имени Фила О’Доннела» немного приподнята и отодвинута от поля. Оригинальный вид трибуне придаёт то, что сама она меньше длины поля, но поддерживающая её конструкция вытянута во всю ширину. По одной из версий это произошло из-за конфликта с владельцем дома неподалёку. Эта трибуна считается наименее любимой фантами «Мотеруэлла», потому что она была построена на средства полученные с продажи двух ключевых игреков их команды. Противоположная, восточная, трибуна наоборот вытянута вдоль всего поля, но ниже западной.

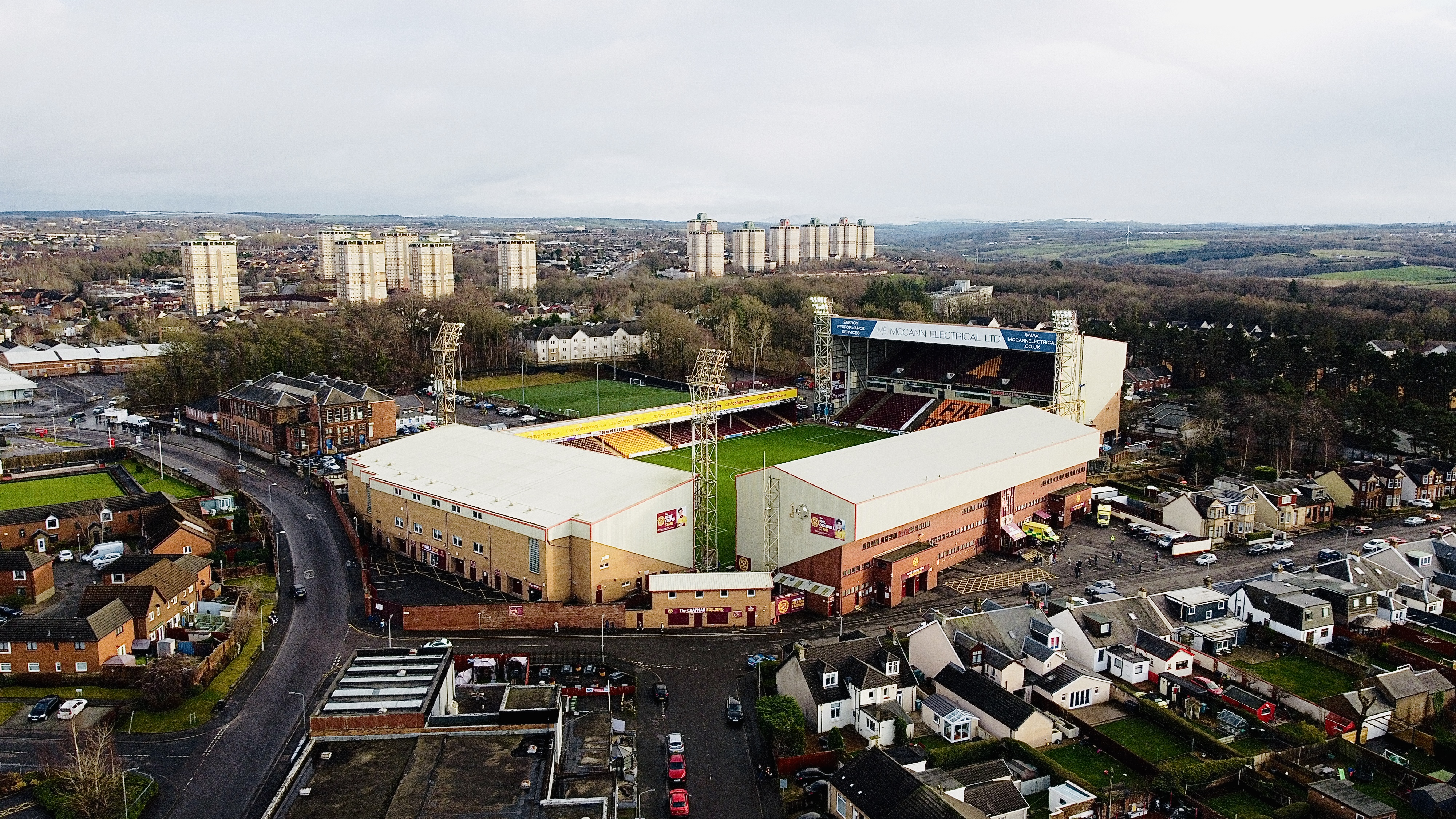
Вид на стадион с дрона